# Єду
Єду (рум. Iedu) — село у повіті Сучава в Румунії. Входить до складу комуни Кирлібаба.
Село розташоване на відстані 362 км на північ від Бухареста, 86 км на захід від Сучави, 147 км на північний схід від Клуж-Напоки.

## Населення
За даними перепису населення 2002 року у селі проживали 174 особи, усі — румуни.
Рідною мовою назвали:
| Мова       | Кількість осіб | Відсоток |
| ---------- | -------------- | -------- |
| румунська  | 164            | 94,3%    |
| українська | 10             | 5,7%     |